# Brouws Museum
Het Brouws Museum is een historisch maritiem museum in de stad Brouwershaven, gemeente Schouwen-Duiveland in de Nederlandse provincie Zeeland
Het museum is gevestigd in twee historische panden met het adres Haven-Zuidzijde 15. Het pand ligt aan de voormalige handels- en vissershaven welke nu in gebruik is als jachthaven. Het Brouws Museum toont de maritieme geschiedenis van koophandel en visserij van de stad en het geeft informatie over de in Brouwershaven geboren jurist, staatsman en dichter Jacob Cats.
De collectie bestaat onder andere uit: scheepsmodellen, modellen van scheepsgeschut, maritieme schilderijen, topografische kaarten, paskaarten, navigatie instrumenten, prenten, maritieme huisvlijt en enkele gouden handelsmunten (1500-1700) gevonden in 2000 in Brouwershaven.
Een video toont het leven en werk van Jacob Cats.
Een bijzondere aanwinst is de in bruikleen van de Stichting Renesse aquarel van de impressionistische schilder Adriaan (Ad) Kikkert (1914 tot 1995): Het gezicht op Brouwershaven. 
In 2010 won het Brouws Museum de Monumentenprijs Schouwen-Duiveland. Eens in de twee jaar, wordt op voordracht van het Erfgoedplatform Schouwen-Duiveland, de prijs door het gemeentebestuur van Schouwen-Duiveland uitgereikt aan particulieren of organisaties die zich hebben ingezet voor monumenten in de gemeente.
Brouws Museum beschikt over drie expositiezalen, een bibliotheek, filmzaal, museumwinkel en museumtuin.